# Sandillon
Sandillon é uma comuna francesa na região administrativa do Centro, no departamento Loiret. Estende-se por uma área de 41,1 km². Em 2010 a comuna tinha 4 142 habitantes (densidade: 100,8 hab./km²).